# القوة اليهودية
عظمة يهودية أو قوة يهودية أو عوتسما يهوديت ( بالعبرية : עוצמה יהודית ) هو حزب سياسي يمينى متطرف في إسرائيل، ويشار إليه إلى أنه كاهاني معاد للعرب  وهو استنساخا لحزب أوتسما لإسرائيل أو «قوة لإسرائيل»  والتي تأسس في 13 نوفمبر 2012 من قبل أعضاء الكنيست أرييه الداد ومايكل بن آري ، بعد أن انشقوا عن حزب الاتحاد القومي لتشكيل حزب جديد قبل انتخابات 2013.
وينظر الكثيرون إلى أن هذا الحزب يستمد جذوره الفكرية من حركة كاخ التي أسسها مائير كاهانا.